# Al-Ghaida
Al-Ghaida (arabisch الغيضة, DMG al-Ġaiḍa) ist die Hauptstadt des Gouvernements al-Mahra im östlichen Hadramaut. Al-Ghaida liegt im Südosten des Jemen, entlang der Küstenlinie des Indischen Ozeans, Ghubbat al-Qamar. Die Hafenstadt hatte 2003 13.987 Einwohner.
Unweit der Stadt liegt die Grabstätte Qabr Qayul (Abd Allah Gharib). In deren Nähe wiederum trifft man auf alte Baumbestände.

## Verkehr
Am südwestlichen Rand der Stadt liegt der Flughafen al-Ghaida, der den IATA-Flughafencode AAY und den ICAO-Flugplatzcode ODAG hat. Die Stadt liegt an der Nationalstraße 4 in der Nähe der Grenze zum Oman.